# Oosterschelde

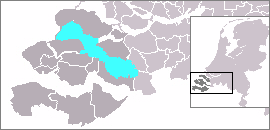
Oosterscheldes läge i Nederländerna

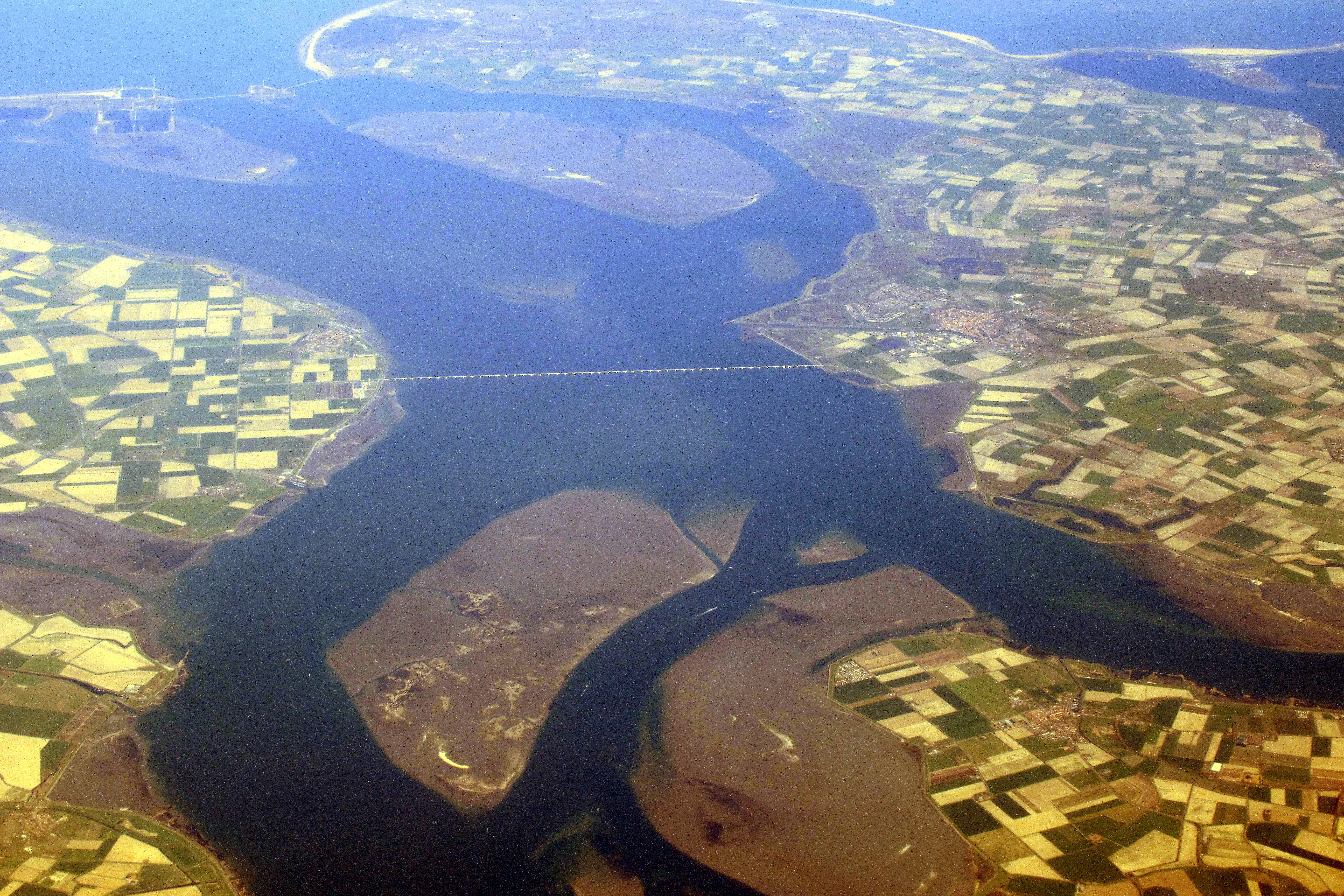
Oosterschelde med bron Zeelandbrug

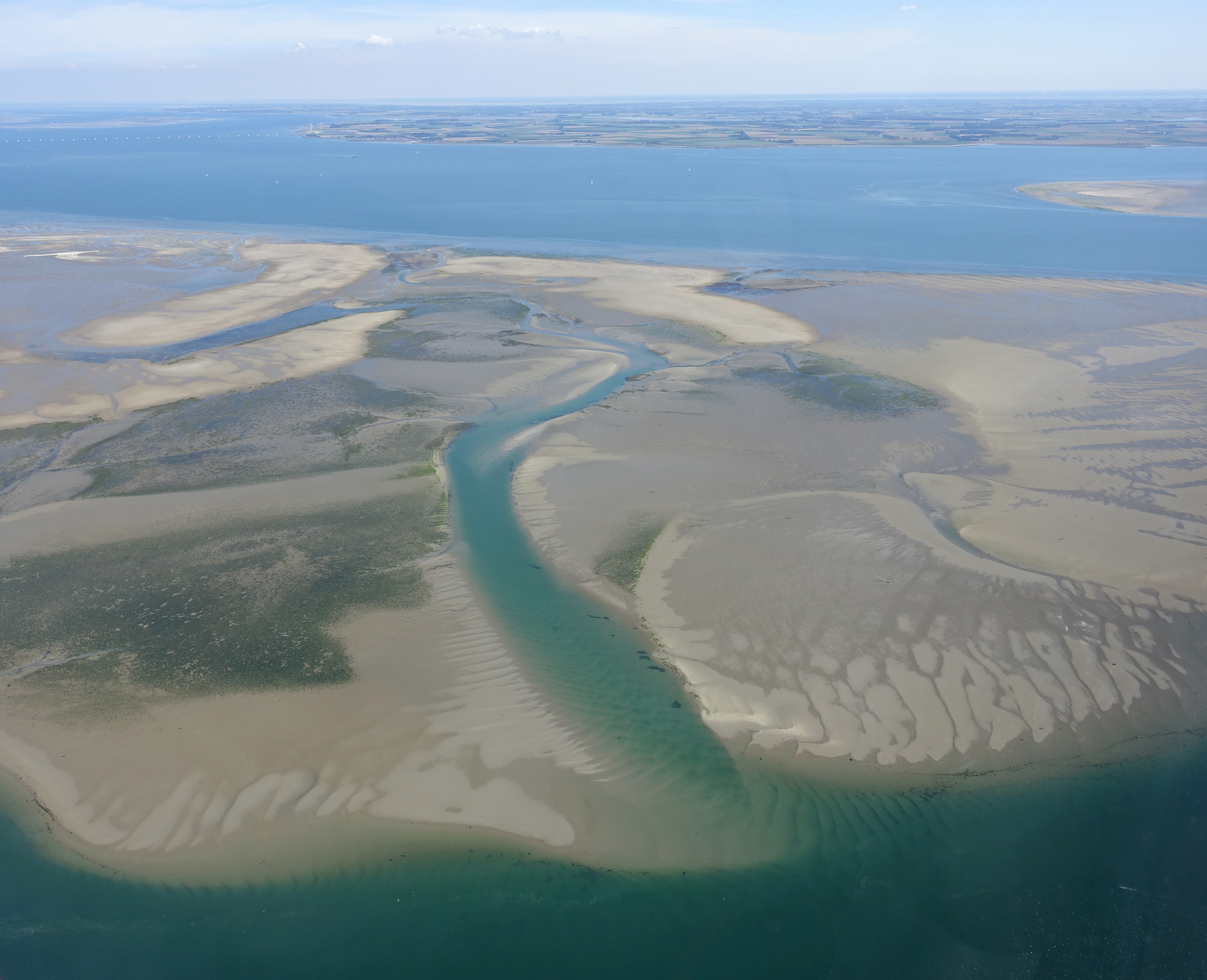
sandbanken Roggenplaat

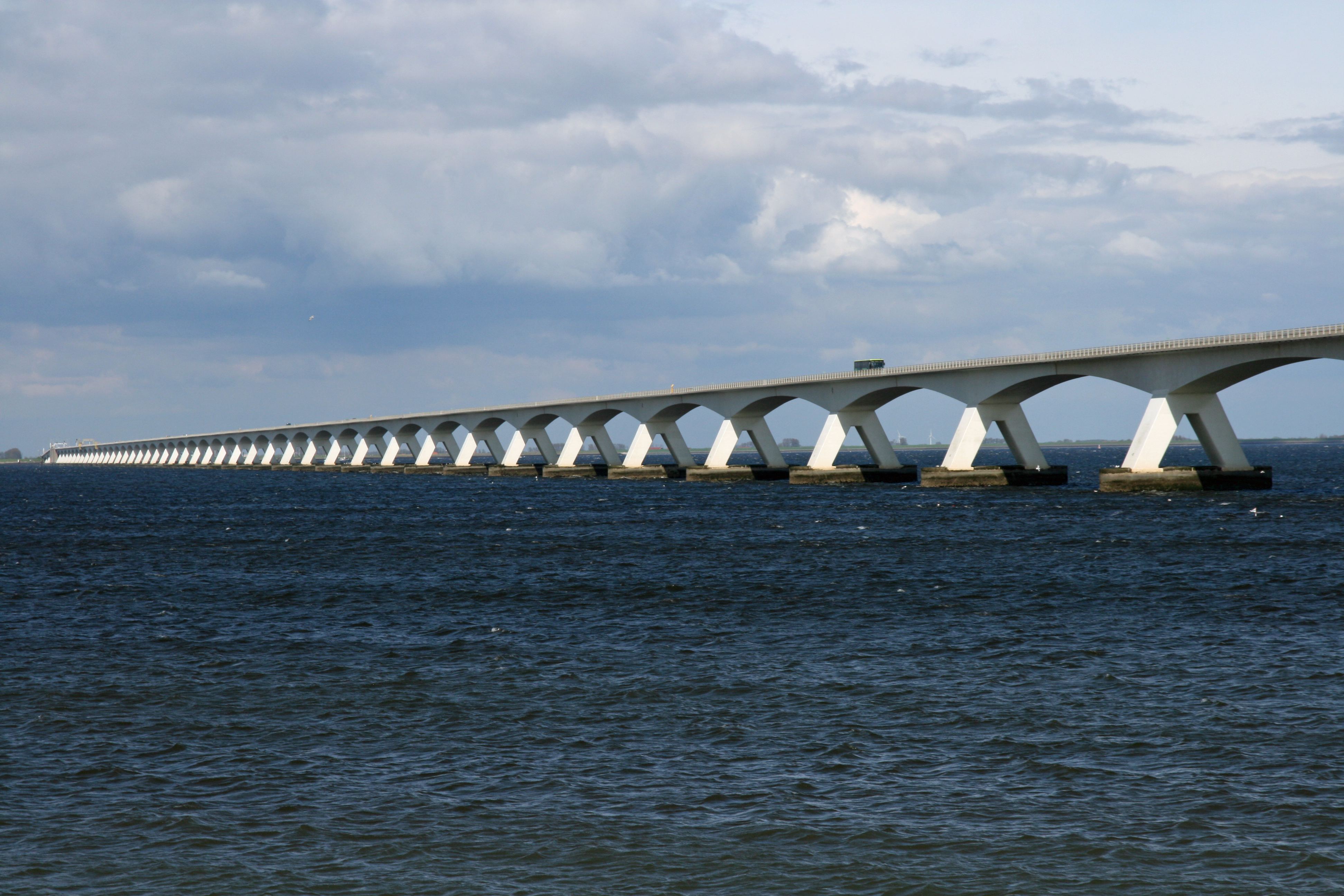
bron Zeelandbrugt

Oosterschelde (Östra Schelde) är en tidigare fjord (estuarium) i floden Scheldes utlopp i provinsen Zeeland i sydvästra Nederländerna. Fjorden är i motsats till Westerschelde nu instängd av översvämningsbarriärerna i Deltawerken. Oosterschelde ligger inom floddeltat för floderna Rhen, Maas och Scheldes mynningsområden.

## Geografi
Oosterschelde gränsar till Nordsjön i väst och sträcker sig genom provinsen Zeeland längs Schouwen-Duiveland och Tholen i norr samt Noord-Beveland och Zuid-Beveland i söder till Bergen op Zoom i provinsen Noord-Brabant i öst.
Området har en yta på cirka 350 km² med en kuststräcka på cirka 125 km. Inom området ligger flera sandbankar där de största är Roggenplaat i den västra delen och Galgeplaat i den södra delen och Vondelingsplaat.
Oosterschelde är habitat för en rad fåglar och däggdjur, däribland Strandskator (Haematopodidae), Styltlöpare Himantopus och Snäppor (Scolopacidae), Öronlösa sälar som Gråsäl och Knubbsäl samt Tumlare (Phocoenidae).
Zuid-Beveland-kanalen (Kanaal door Zuid-Beveland) förbinder Oosterschelde med Westerschelde, den cirka 9 km långa kanalen sträcker sig mellan orterna Wemeldinge (i kommunen Kapelle) och Hansweert (i kommunen Reimerswaal). Landvägen förbinder Oesterdammen Reimersvaal med Tholen och Oosterscheldebarriären och den cirka 5 km långa Zeelandbrug förbinder Noord-Beveland med Schouwen-Duiveland.
Oosterschelde är en nationalpark, "Nationalpark Oosterschelde" (Nationaal park Oosterschelde), ett Ramsarområde (Ramsar nr 354) och ett Natura 2000-område (Natura2000 nr 118).

## Historia
Ursprungligen fanns två grenar i Scheldes mynning, Oosterschelde och Westerschelde, under 1800-talet separerades floden från den östra grenen med en fördämningsvall som förbinder Zuid-Beveland med Noord-Brabant på fastlandet. Idag fortsätter floden enbart i den västra grenen efter byggandet av en rad översvämningsbarriärer i Deltawerken (med Oesterdammen i öst, Philipsdammen och Grevelingendammen i norr, Oosterscheldekering i väst och Zandkreekdammen i söder mot Veerse Meer).
1965 invidges bron Zeelandbrug som då var den längsta bron i Europa tills invigningen av Ölandsbron 1972.
Den 4 mars 1987 upptogs Oosterschelde på Ramsar-listan, 2009 utsågs området även till ett Natura 2000-område, 2014 delades området i 2 separata Ramsarområden Oosterschelde och Markiezaatsmeer.
Den 8 maj 2002 inrättades nationalparken som är den största i Nederländerna.